# Boy Azooga
Boy Azooga est un groupe britannique de rock indépendant originaire de Cardiff, au Pays de Galles. Formé en 2017, le groupe est composé de Davey Newington (chant, guitare), Dafydd Davies (batterie), Sam Barnes (guitare basse) et Dylan Morgan (clavier).

## Biographie
Le groupe est décrit comme influencé par Run-DMC, William Onyeabor, ou encore les Beach Boys.
Leurs premières sorties sont le résultat du travail entre le chanteur Davey Newington et le producteur de hip hop Ed Al-Shakarchi (Dr Ed Boogie),.
Le nom du groupe provient de la comédie de 1994 Les Chenapans, que Newington regardait enfant lorsqu'il rendait visite à sa grand-mère en Écosse.
En 2017, le groupe a fait sa première apparition en festival au  Green Man Festival (en) dans les Brecon Beacons.
Boy Azooga fait ses débuts à la télévision en mai 2018 dans l'émission Later... with Jools Holland, aux côtés des artistes gallois Gwenno et Manic Street Preachers. Newington a également participé à une émission animée par Mike D des Beastie Boys et sa musique a été diffusée sur BBC Radio 1 et BBC Radio 6 Music.
L'album 1, 2, Kung Fu!, sorti en 2018, est récompensé par le Welsh Music Prize.
En mai 2019, le groupe se produit au Château de Cardiff en première partie de Noel Gallagher et son groupe High Flying Birds.
Son frère Liam Gallagher affirme également que le groupe est son "artiste émergent préféré".

## Membres
- Davey Newington – chant, guitare
- Dafydd Davies – batterie
- Sam Barnes – guitare basse
- Dylan Morgan – guitare, claviers

### Davey Newington
Originaire de Cardiff, Davey Newington est initié à la musique dès son plus jeune âge par ses parents, musiciens classique  qui se sont rencontrés au BBC National Orchestra of Wales. Newington commence à jouer de la batterie à l'âge de six ans,
et a commencé à écrire des chansons à quatorze ans. Il joue également des timbales, du xylophone et des grelots dans des orchestres de jeunesse. Bien que maîtrisant plusieurs instruments, au début de sa carrière, il jouait principalement de la batterie.
Davey Newington commence à écrire sa discographie à l'âge de 19 ans, en commençant par Hangover Square à partir duquel est créé leur premier album 1 2 Kung Fu! Il a enregistré la quasi-totalité de 1 2 Kung Fu!, à l'exception de quelques accords à cordes de son père sur Jerry, Hangover Square et Breakfast Epiphany II,.
Avant Boy Azooga,Davey Newington était actif en tant qu'artiste solo sous le nom de Bongo Fury. Il décide de signer avec le label Heavenly Recordings après avoir suivi la carrière de King Gizzard & The Lizard Wizard. Le propriétaire du label, Jeff Barrett, a écouté la chanson Hangover Square alors qu'il se rendait à un concert de King Gizzard & The Lizard Wizard à Brighton, et appelle immédiatement Davey Newington pour lui demander de signer sur le label.

## Discographie

### Singles
- 2017 : Face Behind Her Cigarette
- 2017 : Loner Boogie
- 2018 : Jerry
- 2018 : Waitin (Edit)
- 2018 : Do the Standing Still
- 2019 : O Silly Me
- 2020 : U.F.O

### Albums
- 2018 : 1 2 Kung Fu!